# Lista EP-urilor Electrecord (1970-1975)
Firma de înregistrări Electrecord în decursul aniilor 1970 a scos peste 590 de discuri de vinil EP.

## 1970
Electrecord În anul 1970 a scos 97 de EP-uri.
| Număr catalog | An   | Artist                                        | Piese | Acompaniament | Note                                                                       |
| ------------- | ---- | --------------------------------------------- | --- | --- | -------------------------------------------------------------------------- |
| EPC 10.088    | 1970 | Florea Țupa                                   | Hora Muzicuțelor Geampara Doina Oltului Sârbă Moldovenească | Orchestra Nicu Stănescu |                                                                            |
| EPC 10.089    | 1970 | Ana Ispas                                     | Mult Mi-a Fost Pe Lume Drag Mi-a Venit Un Dor Aseară Nu Este-n Lume Mai Greu Măi Ionele, Puiule De Cine Mi-e Dor Și Sete | Orchestra Florian Economu |                                                                            |
| EPC 10.090    | 1970 | Ion Petre Stoican                             | Melodie Lăutărească Și Horă Hora De La Luceni Sus Din Cer Cade O Stea Hora Lui Sile | Orchestra Gheorghe Zamfir |                                                                            |
| EPC 10.091    | 1970 | Elisabeta Ticuță                              | Argeșule, Apa Ta Vântule, Vânt Călător Care Floare-i Mai Frumoasă Între Argeș Și Domnești | Orchestra George Vancu și Radu Voinescu (dirijor)                                                                            | [ 2 ]                                                                      |
| EPC 10.092    | 1969 | Laura Lavric                                  | Tot Mi-ai Zis Bădiță-așa Bade-al Meu E Moldovean Hai Badita, Hai La Joc Uite, Cela-i Bade-al Meu | Orchestra Victor Predescu |                                                                            |
| EPC 10.093    | 1970 | Ilie Muțiu                                    | Ce-o Avea Lumea Cu Mine Mândruțo Când Ne-am Iubit Cucuruz Cu Frunza Sus Mândra Care-mi Place Mie Când Ți-e Dor, Mândro, De Mine | Orchestra George Vancu |                                                                            |
| EPC 10.094    | 1970 | Florica Bradu                                 | Lioară, Lioară Cuprins-or Norii Cerul Niciun Dor Nu Te Apasă Bătrânit-am Da' Nu-i Modru De-aș Avea Drăguț Să-mi Placă Am O Leacă De Urîtu | O.M.P.R. dirijor George Vancu                                                                                                |                                                                            |
| EPC 10.095    | 1970 | Alexandru Țitruș                              | Doină Purtată Hațegană Doină De-alungul Hațegană | |                                                                            |
| EPC 10.096    | 1970 | Ion Blăjan                                    | Mândro, Când Gândesc La Tine Bate Vântul, Iarba Crește Inimă, De Ce Nu Mori? Mândra Mea De Astă Vară Mândro, Cu Cin-te Iubești? | O.M.P.R. dirijor George Vancu                                                                                                |                                                                            |
| EPC 10.097    | 1970 | Taraful casei de cultură din Șimleu Silvaniei | De-a Lungul Barcăul Românescul Mărunțelul Fecioreasca Din Recea Barcăul Din Pericei Învârtita Din Șimleu Mărunțelul Din Șimleu | |                                                                            |
| EPC 10.098    | 1970 | Ștefania Stere                                | Marine, Dragă Marine Urâtu Din Ce-i Făcut Ce Cați, Bade, Pe La Noi? Bun E Toamna Vinul Roșu | Orchestra Nicu Stănescu |                                                                            |
| EPC 10.099    | 1970 | Dionise Iovi                                  | Ghindană, Ghindană Mă-nsurai, Luai Pe Ana Măi Feciori, Hai La Soroc M-a Făcut Mama, Făcut | Orchestra George Vancu |                                                                            |
| EPC 10.100    | 1970 | Ana Munteanu                                  | Trandafir Cu Creanga-n Apă Auzit-am Eu Aseară Tu Mi-ai Dat, Bade, Gutâi Auzit-am, Bade, Eu | Orchestra George Vancu |                                                                            |
| EPC 10.101    | 1970 | Horváth László                                | Ereszkedik A Felhő (Norul Cade) Alku A Virágnak Megtiltani Nem Lehet (Floarea Nu Poate Fi Intezisă) Befordultam A Konyhára (M-am Întors Spre Bucătărie) | |                                                                            |
| EPC 10.102    | 1970 | Dandás Jenö-Tojás                             | Cigány Vagyok (Sânt Țigan) Mikor Mentem Szovátára (Când M-am Dus La Sovata) Elvitték A Cigányokat (Au Fost Luați Țiganii) Mulatok Mert Jó Kedvem Van (Petrec Că Sânt Bine Dispus) Fözök Neked Száraz Babot Eleget (Ți-am Gătit Fasole) Leestek A Téli Havak (Au Căzut Zăpezile Iernii)                                                                       | Orchestra Varga Lajos |                                                                            |
| EPC 10.103    | 1970 |                                               | | |                                                                            |
| EPC 10.104    | 1970 | Helga și Iosif Berg                           | Mein Heimatland (Patria Mea) Sag Doch Du (Spune-mi Tu) Mich Ruft Deine Liebe (Dragostea Ta Mă Cheamă) Weisse Perlen (Perle Albe) | |                                                                            |
| EPC 10.105    | 1970 | Florin Bogardo                                | Ora Cântecului Izvorul Nopții Să Nu Uităm Trandafirii Tablouri | O.M.U.R dirijor Sile Dinicu                                                                                                  |                                                                            |
| EPC 10.106    | 1970 | Marieta Bătrînu (A) Barbu Constantinescu (B)  | A1. Nedumerire A2. Oprește-te B1. Un Gondolier Cânta O Melodie B2. Ia Din Viață Ce-i Frumos | |                                                                            |
| EPC. 10.107   | 1970 | Dorin Anastasiu                               | Merci, Bécaud Astăseară Fără Lacrimi Plop Înfrânt Bibelouri Mici De Saxa | Orchestra de muzică ușoară a Radioteleviziunii* dirijor Sile Dinicu                                                          |                                                                            |
| EPC 10.108    | 1970 | Doina Spataru (1,4) Florin Bogardo (2,3)      | 1 Nu Mă Despart De Tine 2 Dac-aș Fi Ca Ei 3 Tu Mă Poți Schimba 4 În Fiecare Zi Mi-e Dor | |                                                                            |
| EPC 10.109    | 1970 | Formația MONDIAL                              | Romanță Fără Ecou Primăvara De Va Veni La Tine Vântul Atât De Fragedă | |                                                                            |
| EPC 10.110    | 1970 | János Koós                                    | Kislány A Zongoránál (Fata La Pian) Na Látja Doktor Úr ! (Vezi, Doctore!) Születesnap Egyedül (Singur De Ziua Mea) Ugy Vár Valaki Rád (Te-așteaptă Un Om) | Orchestra Electrecord dirijor Alexandru Imre                                                                                 |                                                                            |
| EPC 10.111    | 1970 | Reinhold Kast                                 | Reinhold Kast Meine Liebe Zu Dir (Dragostea Mea Pentru Tine) Abschied Von Der Liebe (Rămas Bun De La Dragoste) Treue Bergvagabunden (Hoinarii Munților) | |                                                                            |
| EPC 10.112    | 1970 | Horia Șerbănescu și Radu Zaharescu            | Carlotescu Bufetul Veseliei Ah, O Iubesc Doi Soți Model | |                                                                            |
| EXC 10.113    | 1970 | Scriitori români                              | Povestea Gâștelor Căprioara Cei Trei Urși | | Citește Constantin Moruzan                                                 |
| EPC 10.114    | 1970 |                                               | | |                                                                            |
| EPC 10.115    | 1970 | Marinică Iordache                             | Bate Vânt Din Mătăsaru I-auzi, Maică, Vine, Vine Maică, Mă Gândesc La Tine Măi Mândruțo, Pentru Tine | Orchestra Nicu Stănescu |                                                                            |
| EPC 10.116    | 1970 | Ioana Crăciun                                 | Hai, Neicuță, Jos La Moară Măi, Ioane, Puiule Cântă Cucul Lângă Drum (Cucule, Nu Mai Cânta) Măi Bădiță, Măi Neicuță | Orchestra Radu Voinescu (dirijor)                                                                                            |                                                                            |
| EPC 10.117    | 1970 | Ion Duca                                      | Pe Malul Argeșului Cine Trece Pe Uliță Am Un Foc La Inimioară Spune, Mândro, De-o Să-ți Placă | |                                                                            |
| EPC 10.118    | 1970 | Dumitru Zamfira                               | Chindia Bătrânească Sârba De La Calafat Beâul Pe Șase Crăița Oltenească Breaza Fetelor Brul În Două Părți | |                                                                            |
| EPC 10.119    | 1970 | Gheorghe Bouleanu                             | Mă Culcai Aseară-n Viță Când Eram Eu Băietan Plânge Mândra Și Suspină Drag Mi-a Fost Poteca-ncoace Udă, Mândro, Florile | O.M.P.R. dirijor Victor Predescu                                                                                             |                                                                            |
| EPC 10.120    | 1970 | Maria Ciobanu și Ion Dolănescu                | Prin Pădurea Cu Flori Multe Cât Oi Trăi Și-oi Fi Fată Mândruța Din Bechetu Cine Nu Știe Ce-i Doru | Orchestra Gheorghe Zamfir |                                                                            |
| EPC 10.121    | 1970 | Alexandru Dumbravă                            | Câte Fete Sucevene Mândro Dragă De Departe Leagănă-te Frunzuliță Izvoraș Cu Șipot Dulce | Orchestra Radu Voinescu (dirijor)                                                                                            |                                                                            |
| EPC 10.122    | 1970 | Maria Bararu                                  | La Fântâna Cu Uluc Să Jucăm Bătuta, Măi Cântă-mi, Scripcăraș, Cu Foc Am Un Foc La Inimioară Astăzi Joc La Nunta Mea | Orchestra Ion Gotescu |                                                                            |
| EDC 10.123    | 1970 | Nicolae Trifon                                | Măi Vasile, Măi Vine Lelea, Din Vaslui M-aș Duce Și Eu La Munte Prin Pădurea Rară-n Jos | Orchestra Radu Voinescu (dirijor)                                                                                            |                                                                            |
| EPC 10.124    | 1970 | Ileana Filipescu                              | Du-te dor, du-te urât Mult mă-ntreabă florile Auzit-am eu aseară Tot așa mi-a trecut vara Badea-i păcurar la oi | Orchestra George Vancu |                                                                            |
| EPC 10.125    | 1970 | Petre Bundiș                                  | Ardeleana Din Vânători Mărunțelul Din Tămașda Pe Picior Din Sâmbăteni Ardeleana Din Vața Mărunțelul Din Vâșca Pe Picior Din Chișineu-Criș | Orchestra George Vancu |                                                                            |
| EPC 10.126    | 1970 | Marioara Precup                               | De Trei Zile Cucul Vine Vino, Bădiță, La Noi Dorule, Tu Parcă Știi Măi Bădiță, De Ți-s Dragă | Orchestra George Vancu |                                                                            |
| EPC 10.127    | 1970 | Florica Ungur                                 | Cui Îi E Urâtă Lumea Vai, Bădiță, Cum Te-aș Bate Cine-o Zis Întâi Doina Slobozi, Doamne, Glasul Meu | Orchestra George Vancu |                                                                            |
| EPC 10.128    | 1970 | Aurelia Fătu-Răduțu                           | De-aș Avea Un Singur Dor Vai, Bădiță, Doru-mi-i Somn Îmi Ii Și Nu Mă Culc Badea-mi Rupe Inima | Orchestra Tudor Pană |                                                                            |
| EPC 10.129    | 1970 | Angela Moldovan                               | Romanța Inimii Nocturnă Să Uiți Romanța Romanța Toamnei | Orchestra Jean Lucaci |                                                                            |
| EPC 10.130    | 1970 | Kovács András                                 | Döcögve Megy A Szekér A Fagyon Egy Szombaton Este De Sok Esö, De Sok Sár Én Nem Bánom Édesanyám Nem Használ A Réti Fű Az Ökörnek Hej Széna Terem A Réten Hej, Mikor Magyek | Orchestra Rózsa Béla |                                                                            |
| EPC 10.131    | 1970 | Grigore Kiazim                                | Mané Konvali Sallasana, Sallasana Mendilini Zeybek Mané Turnam | |                                                                            |
| EPC 10.132    | 1970 | Doina Badea                                   | Hăulita Trecea O Șatră De Nomazi Romanța Inimii Vara Nu Are Sfârșit | Orchestra Electrecord dirijor Alexandru Imre                                                                                 |                                                                            |
| EPC 10.133    | 1970 | Ștefan Bănică                                 | 1 Ce-aveți Fetelor Cu Mine ? 2 Vecinică, Vecinică 3 Cântecul Băiatului 4 Ăsta Mi-e Norocul | (1,2,3) Orchestra Electrecord, dirijor Alexandru Imre (4) Orchestra de muzică ușoară a Radioteleviziunii dirijor Sile Dinicu |                                                                            |
| EPC 10.134    | 1970 | Margareta Pâslaru                             | M-am Jurat Poate Știe Cineva Azi Mai Mult Ca Ieri Plâng Cât Vreau | Orchestra Electrecord dirijor Alexandru Imre                                                                                 |                                                                            |
| EDC 10.135    | 1970 | Petre Alexandru                               | Ce Știi Tu Ce-i Dragostea Morărița Ionel, Ionelule Lae Chiorul | Orchestra Costică Tandin |                                                                            |
| EPC 10.136    | 1970 | Gică Petrescu                                 | Căsuța Noastră București, Măi București La Crâșma Din Ferentari Of, Of, Of, Măi Șprițule | Orchestra Ionel Budișteanu                                                                                                   |                                                                            |
| EDC 10.137    | 1970 | OLYMPIC '64                                   | Cântic De Haiduc Ziua Bradului De Noapte | |                                                                            |
| EDC 10.138    | 1970 | Formația Carol                                | A Trecut Vara Fata Mea Din Vis Trece Vremea Hoinăresc | |                                                                            |
| EDC 10.139    | 1970 | Electrecord Soul Group                        | In The Heat Of The Night Funky Street Soul Finger Memphis Soul Stew | Orchestra Electrecord dirijor Alexandru Imre                                                                                 |                                                                            |
| 45-EDC 10.140 | 1970 | Marina Voica                                  | Mi Limone, Mi Limonero Si Soy Asi La Banda Romeo Y Julieta | Orchestra Electrecord dirijor Alexandru Imre                                                                                 | (4) Cântat în italiană (1,2,3,) Cântate în spaniolă                        |
| EDC 10.141    | 1970 | VARIOUS                                       | 1 Cazacioc 2 Azzurro 3 Un Uomo Tranquillo (Zai, Zai, Zai) 4 Oh ! Lady Mary | Orchestra Electrecord dirijor Alexandru Imre                                                                                 | 1- Doina Badea 2- Alexandru Sălăjan 3- Doina Spătaru 4- Aurelian Andreescu |
| 45-EDC 10.142 | 1970 | Francine                                      | 1. La Vie Du Bon Côté 2. L'avion De Nuit 3. La Guerre De L'amour 4. Petites Filles, Vilains Garcons | (1) Orchestra Mario Robbiani (2,3) Orchestra „Les Radionautes” (4) Orchestra „Radiosa”                                       |                                                                            |
| EDC 10.143    | 1970 | Lucia Aliteri                                 | La Felicità (Fericirea) Perdonami, Maria (Iartă-mă, Maria) Thanks (Mulțumesc) Prova A Chiederti (Încearcă Să Te-ntrebi) | (1,2) Orchestra Carlo Esposito (3,4) Orchestra Marcello de Martino                                                           |                                                                            |
| EXC 10.144    | 1970 | George Bacovia                                | Lacustră Amurg Spre Primăvară Note De Toamnă Toamna Nervi De Primăvară Plumb De Iarnă Decembrie De Iarnă Amurg De Toamnă Violet Rar Seară Tristă Cu Voi Vae Soli Note De Toamnă Sonet În Altar Serenada Muncitorului Poemă Finală | | Citește George Bacovia                                                     |
| EXC 10.145    | 1970 | Ion Barbu                                     | 1 Joc Secund 2 Bălcescu Trăind 3 Oul Dogmatic 4 Timbru 5 Umanizare 6 Panteism 7 In Memoriam | | (1,2,3)Recită George Ionescu Gion (4,5,6,7) Dinu Ianculescu                |
| EXC 10.146    | 1970 | Zaharia Stancu                                | Patria Cântec Pe Zăpadă Romanță Naivă Cântec Cu Momente De Amintiri Cântec Cântec Naiv Cum Scriu Iarba Fiarelor Anii De Fum Landoul Roșu | |                                                                            |
| EXD 1252      | 1970 | Mihai Beniuc                                  | Intrare La Sebiș, Ori În Altă Parte Aicea, Printre Ardeleni Sanie Nebună Ana Kelemen Melița Pe O Scândură Cu Actinii E Slobod Să Mai Cânt Cu Mii De Cai Putere Toboșarul Timpurilor Noi Vulturul Răzbunării Mărul De Lângă Drum Cristofor Columb O Rădăcină Vorbește Doină Mă Rog... Inima Bătrânului Vezuv Măr Cu Foi De Aur Și Tu, Dragoste Grizzly Cheile | |                                                                            |
| EXD 1254      | 1970 | Alexandru A. Philippide                       | Cântecul Câtorva Lied Preludiu De Toamnă Proclamație Odă Sihastră Spovedanii Cântec Din Anii Blestemați În Vuietul Vremii Căutătorul Întâmpinare În Azur Glasuri O, Câte Lucruri Înălțare Apropieri Pe Poarta De Corn Spectacol | |                                                                            |
| EPC 10.147    | 1970 | Ileana Greculescu                             | Am Fost Mamei Copiliță Măi Gilort, Rîu Blestemat Neic-al Meu S-a Dus Pe Luncă Trece Neica Cu Cocia | Orchestra Constantin Busuioc                                                                                                 |                                                                            |
| EPC 10.148    | 1970 | Ștefan Tudorache                              | Iutele Mândrele Sârbă Ca La Nuntă La Răscruce, Sus În Deal Brâul Băieților | Orchestra Constantin Mirea                                                                                                   |                                                                            |
| EPC 10.149    | 1970 | Gheorghe Roșoga                               | Turturică, Turturică Jiule, Haiducule Pe-un Drum Rătăcit De-ar Fi Dorul Călător | Orchestra Constantin Busuioc                                                                                                 |                                                                            |
| EPC 10.150    | 1970 | Ionel Schipoancă                              | Murgule, Șezi Binișor Bujorel De Primăvară Și-are Mândra, Și-are Măi Mulți Mai Au Pe Mine Ciudă Din Bacău Pân-la Sascut | Orchestra Florian Economu |                                                                            |
| EPC 10.151    | 1970 | Maria Peter                                   | Dusu-s-o Bădița, Dus Alelei, Frunza Viei Bădiță Din Depărtare Dorul Meu De L-aș Cânta | Orchestra George Vancu |                                                                            |
| EPC 10.152    | 1970 | Ion Radu                                      | Mândra Mea-i Frumoasă Tare Pe Munții Cindrelui Mânce-te Focu De Dor Cum N-aș Mere La Mândra | Orchestra George Vancu |                                                                            |
| EPC 10.153    | 1970 | Angela Buciu                                  | Inimă, Inima Mea Tot Așa Zic Oamenii Bată-vă Focul Bărbați Mi-o Poruncit Cucul Mie Mândru-i Steagul | Orchestra George Vancu |                                                                            |
| EPC 10.154    | 1970 | Orchestra de muzică populară din Caransebeș   | Jocuri De Doi Ardelene Sorocul Jocuri Bătrânești Din Borlova | Orchestra de muzică populară din Caransebeș dirijor Nicolae Perescu                                                          |                                                                            |
| EPC 10.155    | 1970 | Delia Musunea                                 | Tinerețe Ce-am Avut Mult Mă-ntreabă Lumea-n Sat Bate Vântul, Frunza Pică Bade-al Meu E Din Banat | Orchestra George Vancu |                                                                            |
| EPC 10.156    | 1970 | Veress Arpád                                  | Búcsut Int (Își Ia Rămas Bun) Két Ut Van Előttem (Două Drumuri Sânt În Fața Mea) Nem Vagyok Szép (Nu Sânt Frumos) Darumadár (Cocorii) Jó A Lány, Szép A Lány (Bună Fată, Frumoasă Fată) A Repce Levele (Frunză De Rapiță) | Orchestra Rózsa Béla |                                                                            |
| EPC 10.157    | 1970 | Marioara Tănase                               | Te-ai Strecurat În Mine, Dragoste A Șters Ninsoarea Pașii Tăi Mi-ai Scris Pe-o Filă De Hârtie | Orchestra Victor Predescu |                                                                            |

## 1971
| Număr catalog | Interpret                                   | Piese | Acompaniament | Note |
| ------------- | ------------------------------------------- | --- | --- | --- |
| EDC 10.158    | VARIOUS                                     | 1. Băiatul Care Duce Flori 2. Poate Că-ți Cer Prea Mult 3. Drum Pustiu 4. Și Ploua... | (1) Orchestra de Muzică Ușoară a Radioteleviziunii dirijor Gelu Solomonescu (2) Orchestra Iosif Hastreiter (3,4) Orchestra de Muzică Ușoară a Radioteleviziunii dirijor Sile Dinicu | 1- Anca Agemolu 2- Ion Dichiseanu 3- Doina Badea 4- Aurelian Andreescu                                                                             |
| EDC 10.159    | Mihaela Mihai                               | 1 Dacă Iubești Fără Să Speri 2 Mă Vei Iubi 3 Același Tango 4 Sub Un Petec De Cer | (1) Orchestra „Cantabile“* (2,3,4) Orchestra de Muzică Ușoară a Radioteleviziunii dirijor Sile Dinicu                                                                               | |
| EDC 10.160    | Doina Spătaru                               | 1 Aștept 2 Toată Viața Ești Tânăr 3 Ia-ți Florile Și Te Du 4 Stai Tinerețe Pe Loc | (1) Orchestra Bebe Prisadă (2,3,4) Orchestra de Muzică Ușoară a Radioteleviziunii dirijor Sile Dinicu                                                                               | |
| EDC 10.161    | Savoy                                       | Ciobănașul Melodie Din Oaș Mândrulița Mea Dorul | | |
| EDC 10.162    |                                             | | | |
| EDC 10.163    | VARIOUS                                     | 1.Dacă Tu Mi-ai Spune 2. Orice Chitară Are O Inimă 3. Orice Chitară Are O Inimă 4. Un Pisoi De Catifea | (1,3,4) Orchestra de Muzică Ușoară a Radioteleviziunii dirijor Sile Dinicu (2) Orchestra Ludovic Dizzi                                                                              | (1) Doina Spătaru (2,4) Margareta Pâslaru (3) Aurelian Andreescu                                                                                   |
| EDC 10.164    | Gică Petrescu                               | Cine Știe A Iubi Undeva Pe-o Stradă Mică-n București Dac-așa Ți-e Dat Cântecul Drumețului | Orchestra Horia Moculescu | |
| EDC 10.165    | Octav Zemlička                              | Sugar, Sugar (Zahăr, Zahăr) Baby Pretty Belinda (Drăguță Belinda) Sergeant Pepper's Lonely Hearts Club Band | Orchestra Electrecord dirijor Alexandru Imre | |
| EXE 10.166    | George Niculescu-Mizil                      | Cosina Cea Frumoasă Și Neascultătoare | | Citește Irina Răchițeanu |
| EPC 10.167    | Justina Băluțeanu                           | Și Băgai Cu Cucu-n Plug Mă Gândesc Mai De Demult Mândră Din Călimănești De Cât M-aș Fi Despărțit | Orchestra Constantin Busuioc | |
| EPC 10.168    | Nelu Bălășoiu                               | Mândruțo din Severin Nu mai bate, Doamne, omul Am să mor de foc și dor Lenuță, când treci alene | Orchestra Constantin Busuioc. La fluier Dumitru Zamfira | |
| EPC 10.169    | Georgeta Stoica                             | Colo-n Vale-ntre Livezi De Când Maica Mi S-a Dus Mi-o Trimis Neica Cuvânt Ajungă-te, Maică, Ajungă | O.M.P.R. dirijor Radu Voinescu (dirijor) | |
| EPC 10.170    | Ileana Sărăroiu                             | Schimbă-ți, Gheorghe, Cărarea Munte, Munte, Brad Frumos Maică, M-ai Crescut De Mică Inimioară Cu Dor Mult | O.M.P.R. dirijor Radu Voinescu (dirijor) | |
| EPC 10.171    | Gheorghiță Ristea                           | Oltule Cu Apă Lină Bate Vântul Frunza-n Dungă Mă Dusei Pe Vale-n Luncă Când Plecai, Maică, De-acasă | O.M.P.R. dirijor Radu Voinescu (dirijor) | |
| EPC 10.172    | Ștefania Rareș                              | Și-am Să Merg La Câmpulung Așa-mi Vin Doruri Nebune Mândruliță De La Munte Somnu-i, Mamă, Ochilor La Pământ Și La Podele | O.M.P.R. dirijor Radu Voinescu (dirijor) | |
| EPC 10.173    | Ion Drăgoi                                  | Horă Moldovenească Cărășelul Corăgheasca Sârbă Bătrânească Bătuta Țărăneasca | Orchestra Radu Voinescu (dirijor) | |
| EPC 10.174    | Sofia Vicoveanca                            | Cântec De Nuntă Balada Catrinei Culăeș De La Mitoc Pe Sub Deal, Pe Sub Pădure Când Îngână Noaptea Zorii | O.M.P.R. Radu Voinescu (dirijor) | |
| EPC 10.175    | Frații Petreuș                              | 1 Mărie, Oșanca Mea 2 "Horea Găinii" De Pe Iza 3 Mare Ploaie-a Fost Azi Noapte 4 Jocul Poienarilor 5 Zi-i, Ceteraș, De Băut 6 "De-nvârtit" De Pe Iza | Ștefan Petreuș- 2,4,6, vioară Ion Petreuș- 1,3,5, voce | |
| EPC 10.176    | Natalia Gliga                               | Trec Zilele Omului Bade Cu Mustață Neagră Maică, Măiculița Mea Bate Vântul Florile | Orchestra George Vancu | |
| EPC 10.177    | Pușa Poenaru                                | Departe Ești, Măiculiță Bade, Trandafir Rotat Lasă, Lasă, Măi Bădiță Bade, La Voi La Pălan | Orchestra George Vancu | |
| EPC 10.178    | Orchestra de muzică populară din Caransebeș | Brâuri Hora Perina Și Hora Veche Sârbe Jocuri De Doi | Orchestra de muzică populară din Caransebeș dirijor Nicolae Perescu | |
| EPC 10.179    | Rodica Dima                                 | Omul Bun N-are Noroc Codrule Cu Frunza Rară Iar M-ajunge Patima Bădișor Frumos Și-nalt | Orchestra de muzică populară Radio Dirijor George Vancu | |
| EPC 10.180    | Francisc Dobondi                            | Keresek Egy Csendes Zugot (Caut Un Colțișor Liniștit) Jaj De Szép Kék Szeme (Vai Ce Ochi Albaștri Frumoși) Nem Jó, Nem Jó (Nu E Bine, Nu E Bine) Volt Egy Bobitás Galambom (Am Avut O Porumbiță Moțată) Csendesen Csak Csendesen (Pe Șoptite) | Orchestra Nelu Stan | |
| EPC 10.181    | Richard Oschanitzky And His Group           | Hornpipes Balet Nr. 30 Balada Regelui Din Thulé Temă Din Concertul Pentru Două Mandoline Și Orchestră | | |
| EPC 10.182    |                                             | | | |
| EPC 10.183    | VARIOUS                                     | 1 L'Oriente (Orientul) 2 L'Arca Di Noe (Arca Lui Noe) 3 In The Summertime (In Vară) 4 La Lontananza (Îndepărtarea) | Orchestra Electrecord dirijor Alexandru Imre | (1) Margareta Pâslaru (2) Jean Păulescu (3) Alex. Sălăjan si Octav Zemlička (4) Doina Spătaru                                                      |
| EPC 10.184    | Naarghita                                   | Părde Men (Printre Voaluri) Ich Liebe Dich (Te Iubesc) Thank You (Îți Mulțumesc) Meri Ankhe (Ochii Mei) | Orchestra Sile Dinicu | Cântate în limba hindu |
| EPC 10.185    |                                             | | | |
| EPC 10.186    | Maria Ciobanu                               | S-a Pus Luna Cireșar Măi Neicuță Măi Gorjene Cât E Gilortul Și Motrul Mă Dusei Printre Răzoare | Orchestra Gheorghe Zamfir | |
| EPC 10.187    | Polina Manoilă                              | Cine-a Zis Dorului Dor Unde-aud Cucul Cântând Urcă Neicuța Pe Deal Nu Știu, Doamne, Ce Să Fac | Orchestra Marin Cioacă | |
| EPC 10.188    | Ioana Cristea                               | Când Eram Neică-mpreună Văzui Pe Neicuța-n Cale Neică, De Când Ai Plecat Maică, Tu Când M-ai Făcut Măi Ionele, Tu Să Mori | Orchestra de muzică populară Radio Dirijor George Vancu | În anul 1971, Electrecord prelua de la Radio România aceste înregistrări, editând discul EPC 10.188, prima apariție discografică a Ioanei Cristea. |
| EPC 10.189    | Elena Merișoreanu                           | Toata Noaptea-i Lună Plină Pe Sub Deal, Pe Sub Colină Ionel La Horă-n Sat Bade-al Meu E Poienar Strigă Badea Dupa Mine | Orchestra de muzică populară Radio Dirijor George Vancu | |
| EPC 10.190    | Gheorghe Turda                              | 1 Jele-i Pare Codrului 2 De Strigat 3 Trece-mi Dorul Pe La Poartă 4 Știu Că Nu Mi-am Dat Clopul 5 Vine Vreme Să Mă Duc | (1,2,3,4) Orchestra Dumitru Fărcaș (5) Orchestra de muzică populară Radio Dirijor George Vancu, la vioară, Ștefan Petreuș                                                           | |
| EPC 10.191    | Ana Munteanu                                | Păsărică De Pe Munte De Când Badea A Plecat Maică, Măiculița Mea Bade, De Dragostea Noastră | Orchestra George Vancu | |
| EPC 10.192    | Iosif Ciocloda                              | Când Te Văd Mândruțo-n Cale Mândri-s Junii Pîn Banat M-am Gândit, Mamă, Să-ți Cânt Frumoși, Mândro, Ochii Tăi | Orchestra George Vancu | |
| EPC 10.193    | Dionisie L. Konya                           | Végig Mentem Az Ormodi Temetön (Am Trecut Prin Cimitirul Din Ormod) Lement A Nap (Soarele A Apus) Ha Bemegyek A Dobosi Csárdába (Când Intru În Cârciuma Din Doboș) Utcára Nyilik A Kocsma Ajtó (Ușa Cârciumii Se Deschide Spre Drum) Száraz Fábol (E Ușor Să Faci Pod) Magasan Repül A Daru Az Égen (Sus Zboară Cocorii Pe Cer) Hej, Búza, Búza (Hei, Grâule, Grâule) | Orchestra Nelu Stan | |
| EPC 10.194    | Dan Spătaru                                 | Tu, Eu Și O Umbrelă Cu Mașina Tu Nu-nțelegi Că Te Iubesc ? Să Cântăm, Chitara Mea ! | Orchestra Electrecord dirijor Alexandru Imre | |
| EPC 10.195    | Renata Vasilescu                            | Fluturi Soare Arzător Ana Maria Știu O Grădină Îndepărtată | Orchestra Ion Calistrache | |
| EPC 10.196    | Gigi Marga                                  | L'Altalena (Balansoarul) Mama Canzone Blù (Cântec Senin) Cherche (Caută) | Orchestra Electrecord dirijor Alexandru Imre | |
| EPC 10.197    |                                             | | | |
| EXC 10.198    | Frații Grimm                                | Căsuța Din Pădure | | În distribuție: Felicia Petrescu, Alfred Demetriu, Francisca Cristian etc.                                                                         |
| EXC 10.199    | Ion Creangă                                 | Facsaratos Fancsari(Harap Alb) Mese Az Emberi Butaságról (Prostia Omenească) | | |
| EPC 10.200    | Ana Ispas                                   | De-ai Fi, Lună, Vorbitoare Mă Gândesc La Neicuța Cine Zice Că-s Om Rău De-ai Ști, Neică, Ce E Dorul | Orchestra Constantin Busuioc | |
| EPC 10.201    | Ion Văduva (interpret)                      | Doină De La Vâlcea Jocul „Trei Păzește” Cântec De La Alunu Jocul Mândrelor Viorica | Orchestra Florian Economu | |
| EPC 10.202    | Ionela Prodan                               | Doină Haiducească Neică, De Când Ai Plecat Pădure, Dragă Pădure Mă Dusei Printre Răzoare | Orchestra de muzică populară a Radioteleviziunii dirijor Victor Predescu | |
| EPC 10.203    | Nicolae Sabău (muzician)                    | 1 Într-o Sâmbătă Spre Seară 2 La Fântâna Dorului 3 Cântec De La Alunu 4 Mară, Dac-ai Ști Vorbi | (1) Orchestra ansamblului Țara Oașului dirijor Alexandru Viman (2,3,4) O.M.P.R. dirijor George Vancu                                                                                | |
| EPC 10.204    |                                             | | | |
| EPC 10.205    | Nicu Moldovan                               | 1 Cântec De Sâmbră 2 Cântec De Steag 3 Cântec De Nuntă Din Oaș 4 Drag Mi-e Jocul Chiorean | O.M.P.R. dirijor (1,2) George Vancu (3,4) Radu Voinescu (dirijor) | |
| EPC 10.206    | Constantin Gherghina                        | 1 Doina Mehedințului 2 Dans De La Gornenți 3 Doină Din Gornenți 4 Doină Bănățeană 5 Joc De Doi Din Gornenți | O.M.P.R. dirijor (1,2,3,4) George Vancu (5) Radu Voinescu (dirijor) | |
| EPC 10.207    | Schatt Jozsef                               | Piros Pünkősd Hajnalában (În Zorile Trandafirii) Van Nekem Egy Retenetes Szokásom (Am Un Obicei Ciudat) Az Én Falum (Satul Meu) Tagadom, Tagadom (Tăgăduiesc) | Orchestra Nelu Stan | |
| EPC 10.208    | Anda Călugăreanu                            | Cu Viața Nu Glumi Mi-a Ieșit În Cale Un Băiat Eventual Vreau Să Fiu Frumoasă | Orchestra Radioteleviziunii | |
| EPC 10.209    | Angela Similea                              | 1 Amurgul 2 O Fată Și-o Chitară 3 Nesuferita Tristețe 4 Iubire, Tu | (1) Orchestra Radioteleviziunii dirijor Sile Dinicu (2,4) Orchestra Electrecord dirijor Alexandru Imre (3) Orchestra Ion Calistrache                                                | |
| EPC 10.210    | Jean Păunescu                               | Vis De Iubire (Sogno D'Amore) Prima Iubire (Amore Di Una Periferia) Băiatul Care Surîde (Il Ragazzo Che Sorride) Întrebarea (Storia D'Oggi) | Orchestra Electrecord dirijor Alexandru Imre | |
| EPC 10.211    | Margareta Pâslaru                           | Un Spin Și-un Trandafir Ninna-Nanna Străinul Inima | Orchestra Electrecord dirijor Alexandru Imre | |
| EPC 10.212    | Kisfalussy Bálint                           | Armstrong Rock Mit Kell Látni Szent Kleofas (Să Vezi, Sfîntă Kleofa) Szerelem, Szerelem (Iubire, Iubire) Keresek Egy Lányt (Caută O Fată) | Orchestra Zephyr | |
| EPC 10.213    | Lucia Altieri                               | 1 Tira A Campare (Încearcă Să Trăiești) 2 Nel Ciel (Zboară, Cântec !) 3 Canta, Canarito (Cântă, Canarule) 4 Quel Giorno (Acea Zi) | (1,2,4) Orchestra Marcello De Martino (3) Orchestra Jean Marie Troisfontaine | Înregistrare "Edizioni discografiche Stop-Records" - Roma                                                                                          |
| EPC 10.214    | Dova                                        | 1 Los Gitanos (Țiganii) 2 Je Dis „Oui“ A La Vie (Spun „Da“ Vieții) 3 My Way (Calea Mea) 4 Toi, Sans Fin (Tu Fără-ncetare) | (1,3) Orchestra Ramon Farran (2,4) Orchestra Jean Diéval | Înregistrare Juan Vallori - Madrid |
| EPC 10.215    | Tică Sorescu                                | 1 Puica Mea De Peste Olt 2 Pe Culmița Din Brădet 3 Rămâi Codrule Cu Bine 4 Sânt Fecior De Argeșan | (1) Orchestra „Doina Argeșului“ dirijor Emil Tănase (2,3) O.M.P.R. dirijor Victor Predescu (4) O.M.P.R. dirijor Radu Voinescu (dirijor)                                             | |
| EPC 10.216    | Sile Ungureanu                              | Cântec De Nuntă Ca Pe Prahova Măi Ioane De Pe Vale Breaza Din Prahova Horă Sârbă De La Săliștioara | Orchestra Marin Cioacă | |
| EPC 10.217    | Maria Cornescu și Nelu Bălășoiu             | Un-te Duci, Măi Puișor ? Ghicește, Mândro Și Spune Colo-n Vale, La Cireș Măriuța Mea Din Gorj | Orchestra Victor Predescu | |
| EPC 10.218    | Gheorghe Mureșan (interpret)                | Hai, Mîndruță, Joi Seara Cât Îi Mureșul De Mare Pe Mureș În Jos Și-n Sus Hai, Mîndruță, Mâine-n Zori | O.M.P.R. dirijor Victor Predescu | |
| EPC 10.219    | Alexandru Țitruș                            | Plânge-mă Mamă Cu Dor Învârtită De Pe Someș Când Omul E Necăjit Hațegana De La Mirăslău | Orchestră Populară Alexandru Țitruș | |
| EPC 10.220    | Marinca Trifu                               | Dragu-mi-i, Mândro, De Tine Ardeleana Din Babosu Joc „De Doi“ Ca La Firliug Joc „De Doi“ Din Bocșa Brâu Din Târnova Joc „De Doi“ Din Reșița | Orchestra Marin Cioacă | |
| EPC 10.221    | Ingeborg Lehrer                             | Sehnsucht Nach Dem Frühling (Dor De Primăvară) Die Warnung (Povața) Waldvögelein (Păsărelele Pădurii) Horch, Was Kommt Von Draussen Rein (Ascultă Ce Se-aude De Afară) | Orchestra de muzică populară a Radioteleviziunii dirijor Radu Voinescu (dirijor) | |

## 1972
| Număr catalog | Interpret                                        | Piese | Acompaniament | Note |
| ------------- | ------------------------------------------------ | --- | --- | --- |
| EPC 10.222    | Gică Petrescu                                    | Du-mă Acasă, Măi Tramvai Nu Plâng Pentru Nimeni Mână, Birjar La Căsuța Albă | Formația orchestrală Romeo Bazarca | |
| EDC 10.223    | Stela și George Enache                           | 1 Câtă Splendoare 2 Pentru Un Sărut 3 În România | (1,3) Orchestra Radioteleviziunii dirijor Sile Dinicu (2) Orchestra Gerhard Römer                                                      | |
| EDC 10.224    | Aura Urziceanu                                   | 1 Ionel, Ionelule 2 Cântec De Dragoste 3 Parafrază Pe Teme Populare Românești | | Piesa 3 este un jam-session, care conține teme din „Rapsodia romînă 1” de George Enescu, „Rapsodia romînă 2” și cântecul popular românesc „Ciocîrlia” |
| EDC 10.225    | VARIOUS                                          | 1 Telefon‎–Történet 2 Trurli, Trurli 3 Gyermeklélek Merre Jársz 4 Dőre Látomás | (1,2,3) Orchestra Electrecord dirijor Sile Dinicu (4) – Orchestra Horia Moculescu                                                      | (1) Fogarassy Győrgy, Zeitz Gabriela (2) Szabó Edit (3) Zeitz Gabriela (4) Fogarassy Győrgy                                                           |
| EDC 10.226    | VARIOUS                                          | 1 Tipitipiti 2 Marie Joconde 3 Visul Meu S-a Împlinit (Sing A Song) 4 Le Rose Nel Buio | (1,2,4) Orchestra Electrecord dirijor Sile Dinicu (3) Orchestra Gerhard Römer                                                          | (1) Marina Voica (2) Anda Călugăreanu (3) Georghe Enache (4) Doina Spătaru                                                                            |
| EDC 10.227    | Ansamblul Coral Al Liceului Nr. 21 Din București | Liebe Mutter Schwesterchen, Komm Tanz Mir Mir Im Sommer Schlaf, Kindlein, Schlaf Schneeflöckchen, Tanze Musikanten Wau, Wau ! Miau ! Muss Wandern | Ansamblul Coral Al Liceului Nr. 21 Din București dirijor Prof. Gerhild Wegendt                                                         | |
| EPC 10.228    | Filofteia Lăcătușu                               | Neicuță, Băiat Frumos Am Primit De La Neicuța Vești Am Plâns, Neicuță, De Dor Vino Gheorghe, Vino Iară | Orchestra Victor Predescu | |
| EPC 10.229    | Maria Văduva                                     | 1 Amândoi Când Ne Iubeam 2 Floricică De Pe Munți 3 Ai Să Pleci, Gheorghe, Curând 4 Măi, Mărie, Mărioară | (1,2,3) O.M.P.R. dirijor Radu Voinescu (dirijor) (4) O.M.P.R. dirijor Victor Predescu                                                  | |
| EPC 10.230    | Elena Munteanu                                   | Alergai În Crângul Verde Astăzi Beau Și Mâine Beau Dor Pe Lume N-ar Mai Fi Voinicul De E Voinic | Orchestra Radu Voinescu (dirijor) | |
| EPC 10.231    | Aneta Stan                                       | Eu Sânt Fată Dobrogeană Seara-ncetișor Se Lasă Flăcăii Din Dobrogea Râde Comorova-n Soare | Orchestra Radu Voinescu (dirijor) | |
| EPC 10.232    | Dona Dumitru Siminică                            | Am Iubit Și-am Să Iubesc Leliță Floare S-a Dus Puiul De La Mine Afară E Întuneric | Orchestra Gheorghe Trandafir | |
| EPC 10.233    | Dumitru Potoroacă                                | Joc Moldovenesc Bătuta De La Deleni Ciobănașul Țărănească De La Buznea Bătuta De La Mircești Țărănească | Orchestra Radu Voinescu (dirijor) | |
| EPC 10.234    | Viorica Flintașu                                 | Mult Mă-ntreabă Maica Mea Nănuța Mea Din Bihor Am Învățat A Hori Asta-i Hora Horilor | Orchestra De Muzică Populară A Radioteleviziunii dirijor George Vancu                                                                  | |
| EPC 10.235    | Domnica Chioreanu                                | Dorule, Dacă Ești Dor Ui, Maică, Urâtul Vine Pentru Badea Care-mi Place D-asta-i Danțu Badii | Orchestra De Muzică Populară A Radioteleviziunii dirijor George Vancu                                                                  | |
| EPC 10.236    | Viorel Costin                                    | Io-s Fecior De Pe Mara Horincuța De Pe Mese Tu Mândrucă De Demult Bată-te, Horică Re' Când Oi Me' După Mireasă | Orchestra De Muzică Populară A Radioteleviziunii dirijor George Vancu                                                                  | |
| EPC 10.237    | Saveta Bogdan                                    | Nu Știu Bade Ce-I Cu Mine Prin Sângeorz, Prin Poieniță Colo-N Jos Între Hotare Sânt Fată Din Sângeorz-Băi | Orchestra De Muzică Populară A Radioteleviziunii dirijor George Vancu                                                                  | |
| EPC 10.238    | Papp Tibór                                       | Zöld A Kukorica (Porumbul E Verde) Seprik A Pápai Uccat (Mătură Strada) Oda Van A Virágos Nyár (S-a Terminat Vara-nflorită) Madár Az Ágon (Pasărea Pe Creangă) | Orchestra Varga Lajos | |
| EDC 10.239    | George Enache                                    | 1 Strada Copilăriei 2 Florina 3 Numai Tu Nu Știi 4 Am Întâlnit O Fată | (1,2) Orchestra de estradă a Radioteleviziunii Române (3,4) Orchestra Electrecord dirijor Alexandru Imre                               | |
| EDC 10.240    | Corina Chiriac                                   | Valurile Dunării De La Inimă La Inimă Inimă Nu Fii De Piatră | Orchestra de estradă a Radioteleviziunii Române dirijor Sile Dinicu                                                                    | |
| EDC 10.241    | Alexandru Julea                                  | Inelul De Logodnă Să-mi Spui Un Cuvânt Fiindca Astă Seară Te-ntâlnesc | Orchestra Electrecord dirijor Alexandru Imre                                                                                           | |
| EDC 10.242    | VARIOUS                                          | 1 Moara 2 Te Rog, Ai Răbdare Cu Mine 3 Anotimpurile 4 Nu Cred În Stele | (1) Orchestra Dan Stoian (2) Orchestra Radioteleviziunii dirijor Sile Dinicu (3) Orchestra Alex. Avramovici (4) Orchestra Bebe Prisada | 1- Cătălina Marinescu 2- Viorel Baltag 3- Mihai Constantinescu 4- Cornel Constantiniu                                                                 |
| EDC 10.243    | VARIOUS                                          | 1. Balalaica 2. Monia 3. Porumbița 4. Hoinarul | Orchestra Electrecord dirijor Alexandru Imre                                                                                           | 1- Margareta Pâslaru 2- Jean Păunescu 3- Mihai Constantinescu 4- Angela Similea                                                                       |
| EDC 10.244    | Anda Călugăreanu                                 | Butterfly Aș Vrea Să Zbor Ca Un Condor (El Condor Pasa) Cip, Cirip O, Mamă, Tu (Mamy Blue) | Orchestra Electrecord dirijor Alexandru Imre                                                                                           | |
| EDC 10.245    | Marina Voica                                     | Las Palabritas (Cuvintele) Flor De Azalea El Gato (Motanul) Samba Brazileiro | Orchestra Electrecord dirijor Alexandru Imre                                                                                           | |
| EPC 10.246    |                                                  | | | |
| EPC 10.247    | Boros Zoltán                                     | A Vén Ligetben = În Parcul Cel Bătrân Hajnali Bár = Barul Din Zori Vallomas C Durban = Mărturisire În Do Major Hattyudal = Cîntec De Lebădă | | |
| EPC 10.248    | Gavril Prunoiu                                   | 1 Întoarcerea Mirelui 2 Știi Mândro Când Mi-erai Dragă? 3 De Ce Nu-s Un Porumbel? 4 Ce Te Culci Așa Devreme, Măi Ileană? | Orchestra de muzică populară a Radioteleviziunii dirijori: (1) Victor Predescu (2) George Vancu (3,4) Radu Voinescu (dirijor)          | |
| EPC 10.249    | Ionela Prodan                                    | La Fereastra Din Obor M-am Gândit, Neicuță, Bine Suii La Măgura Verde În Pădure La Zăval | Orchestra George Vancu | |
| EPC 10.250    | Mărin Cornea                                     | Codrule Cu Frunza Deasă Mă Uitai Într-o Oglindă La Fântâna Din Făget Am Avut Un Puișor | Orchestra Constantin Busuioc | |
| EPC 10.251    | Maria Enache-Pop                                 | Ți-aduci Aminte, Bădiță ? S-o Sculat Măicuța-n Zori Bade-al Mei Nu-i Băiat Rău Mult Mă Ceartă Măicuța | Orchestra George Vancu | |
| EPC 10.252    | Natalia Șerbănescu                               | Cântarea Găinii Grădină, Grădina Mea Un-te Duci, Mândră Mireasă? Ia Mai Toarnă-o Cană, Două | Orchestra George Vancu | |
| EPC 10.253    | Sava Negrean Brudașcu                            | Dorule, nu fi nebun Țucu-te oiagă neagră Nu vă mirați că doinesc Floare-nflorită de marți | Orchestra George Vancu | |
| EPC 10.254    | Mia Dan                                          | Deschide, Bade, Fereastra Săracă Inima Mea Fost-am Două Surorele Cin-l-o Făcut Pe Mândru ? | Orchestra George Vancu | |
| EPC 10.255    | Viorica Groza                                    | Lasă, Mîndruț, Că-i Vede' Vino, Bade, Joi Sara Someșană-s Ca O Floare Vine-mi Dorul Mândrului | O.M.P.R. dirijor George Vancu | |
| EPC 10.256    | Achim Nica                                       | Neaua Ninge, Geru-i Mare Fetele De Prin Banat Mândră Cu Părul Tăiat Ș-așa-mi Zice Frunza-n Vie | Orchestra George Vancu | |
| EPC 10.257    | Frații Vincu                                     | Soroc Întoarsă Pe Loc Horă Jocul Miresii Pe Loc | Orchestra George Mițin-Vărieșescu | |
| EPC 10.258    | Szilágyi Ferenc                                  | Fekete Kánya (Pasărea Neagră) Végig Mentem A Tárkányi (Am Mers La Tárkányi) Ha Felűlők, Csuhaj (De Încalec) Ablakomban, Ablakomban (La Fereastra Mea...) | Orchestra Varga Lajos | |
| EPC 10.259    | Vida Viktor                                      | Zúg Az Erdő (Freamătă Pădurea) Szép A Babám Fekete Szeme (Ochii Negri Ai Iubitei) Én Miattam Soh'se Törd A Fejed (Nu Te Frămînta Din Pricina Mea) Száz Szál Piros Rózsát (O Sută De Trandafiri) | Orchestra Varga Lajos | |
| EDC 10.260    | Teodora Lucaciu                                  | N-ai Să Știi Niciodată Porțelanuri | Orchestra Gică Rădulescu | |
| EDC 10.261    | Dida Drăgan                                      | Visata Mea Iubire N-am Știut Greu Se Mai Fac Oamenii Oameni | Orchestra Electrecord dirijor Alexandru Imre                                                                                           | |
| EDC 10.262    | Dan Spătaru                                      | Se Întâmplă Câteodată Dar Ce Nu Ai ? Spune Unde, Spune Cine ? E Cea Mai Simplă Din Povești | Orchestra Electrecord dirijor Alexandru Imre                                                                                           | |
| EDC 10.263    | VARIOUS                                          | 1 Glasul Muzicii 2 Tu Nu Mai Cânta 3 Doresc | (1,2) Orchestra De Estradă A Radioteleviziunii dirijor Sile Dinicu (3) Orchestra Ion Calistrache                                       | 1- Mihaela Mihai 2- Renata Vasilescu 3- Jean Păunescu                                                                                                 |
| EDC 10.264    | Sergiu Cioiu                                     | Pe Un Peron Gânduri Mici Ne-am Certat Dintr-un Milion | Orchestra Dimitrie Inglessis | |
| EDC 10.265    | Sfinx (formație)                                 | Șir De Cocori Languir Me Fais | | |
| EDC 10.266    | VARIOUS                                          | 1 Zsarolás (Șantaj) 2 Bossa Nova 3 Mákvirág (Floare De Mac) 4 Nem Lennék Én Cowboy (N-aș Vrea Să Fiu Un Cowboy) | | |
| EDC 10.267    | Ricky Dandel                                     | Lucie Nur Du (Numai Tu) Wie Kannst Du Vergessen (Cum Poți Uita) Für... (Pentru...) | Orchestra Valențiu Grigorescu | |
| EDC 10.268    | Pompilia Stoian                                  | Picături De Ploaie (Raindrops Keep) Se-Nsera (Che Sarà) Voie Bună (Cantar I Cantari) Îți Cer Iertare (I Beg You Pardon) | Orchestra Electrecord dirijor Alexandru Imre                                                                                           | |
| EDC 10.269    | Aurelian Andreescu                               | Love Story Valuri Albe (Yellow River) Nu Uita (Honey) Candida | Orchestra Electrecord dirijor Alexandru Imre                                                                                           | |
| EDC 10.270    | Margareta Pâslaru -A Corina Chiriac -B           | Degeaba (Ti Voglio) (A) Cînd Violetele (Come Le Viole) (B) Banii Nu Fac Fericirea (Il Re Di Denari) (B) Zilele Curcubeului (I Giorni Dell'arcobaleno) (A) | Orchestra Electrecord dirijor Alexandru Imre                                                                                           | |
| EDC 10.271    | VARIOUS                                          | 1 Te Văd, Te Văd 2 Fata Morgana 3 O Zi Din Viață 4 Nici Tu, Nici Eu | (1,2) Orchestra Valențiu Grigorescu (3,4) Orchestra De Estradă A Radioteleviziunii dirijor Sile Dinicu                                 | 1- Anca Agemolu 2- Aurelian Andreescu 3- Cristian Popescu 4- Angela Similea                                                                           |
| EDC 10.272    | Drafi Deutscher                                  | Du Und Ich (Tu Și Eu) Ich Liebe Die Menschen (Iubesc Oamenii) Sie Ist Wieder In Der Stadt (Ea Este Din Nou În Oraș) Mädchen Aus Dem Märchenland (Fata Din Țara Basmelor) | Orchestra George Moslener | Înregistrare „Metronom“ – Hamburg – R.F.G. |
| EDC 10.273    | Nicolae Stroe                                    | Cu Un Ac Și-un Fir De Ață Cât De Mult Ne-am Iubit ! Cobzarul | Orchestra Gelu Solomonescu | |
| EPC 10.274    | Ileana Greculescu                                | Drag Îmi E Să Merg La Munte Fă-mă, Doamne, Ce M-ai Face Arză-l Focu Și-un Păcat Cine Mă Puse Pe Mine | Orchestra Victor Predescu | |
| EPC 10.275    | Ștefan Tudorache                                 | Dulce-i Viața, Frățioare Horă Ca La Nuntă Fata Mamei, Fii Cuminte Sârbă | Orchestra Paraschiv Oprea | |
| EPC 10.276    | Sica Rusu Durlai                                 | Haideți, Fetelor, La Joc M-o Certat Mămuca Tare Frunză Verde Trei Crenguțe Cântec De Nuntă | Orchestra Gelu Barabancea | |
| EPC 10.277    | Elena Merișoreanu                                | Ne-ai Crescut, Măicuța Mea De Când Bădița S-o Dus Mamă, Decât Mă Făceai Sânt Fată Din Hunedoara | Orchestra Nelu Stan | |
| EPC 10.278    | Ileana Domuța                                    | Bade, Pân-ce Te-am Iubit Ți-am Cerut, Bade, Cerut Dragostea Din Ce Începe Eu Doinesc, Codrul Răsună Și-am Avutu Un Drăguțu | Orchestra populară „Meseșul” din Zalău                                                                                                 | |
| EPC 10.279    | Victor Negrea                                    | Joc De Început Ardeleana Din Chioar Jocul Miresei Din Chioar Joc De Pe Someș Învârtită Din Finteușu Mare Joc Din Codru | O.M.P.R. si Orchestra „Țara Oașului”                                                                                                   | |
| EPC 10.280    | Florica Duma                                     | Măi Bădiță, Tu Erai M-o Cerut Badea La Jocu Taie, Bade, Pădurea Bat-o Focul, Cetera | Orchestra de muzică populară a Radioteleviziunii dirijor George Vancu                                                                  | |
| EPC 10.281    | Marcel si Anica Tudor                            | Mamă Două Fete Ai Brâu De Pe Valea Carașului Doina Vânătorului Doiul De La Marga | | |
| EPC 10.282    | Ana Munteanu                                     | Se Vorbiră Junii Toți Măicuță, Ușor M-ai Dat De-ar Fi După Gândul Meu Măruț Roșu După Țară | Orchestra George Vancu | |
| EPC 10.284    | Jakab-Deák Mária                                 | Kerekes Kis Kútnál (LA Fântâna Cu Roata Mică) Felkelt Már Az Esthajnali Csillag (A Apărut Luceafărul) Tollfosztóban Voltam Az Este (Seara Trecută Am Fost LA Clacă) Udvarom, Udvarom (Curtea Mea, Curtea Mea) Édesanyám Nem Tudok Elaludni (Mamă, Nu Pot Să Adorm) A Vargyasi Nagy Hegy Alatt (La Poalele Muntelui Cel Mare De La Vargzas) | Taraful Varga Lajos | |
| EPC 10.285    | Helga*, Werner Salm                              | In Einem Schwabendörfchen (Într-un Sat De Șvabi) Zieh Doch An Das Trachtenkleid (Îmbracă-ți Rochia Tradiționala) Süsse Nachtigall (Dulce Privighitoare) Förster-Marie (Maria, Fiica Pădurarului) | Formația de suflători ‚‚Karpaten-Show’’                                                                                                | |
| EPC 10.286    | Cornel Constantiniu                              | Noapte De Catifea Nu Vom Ști Niciodată Un Bun Rămas | | |
| EPC 10.287    | Marina Voica                                     | Fetele Cu Ochi Albaștri Pe Oricare Drum Am Cunoscut Un Băiat Pentru-a Nu Știu Câta Oară | Estrada Radioteleviziunii Orchestra Alex. Avramovici                                                                                   | |
| EPC 10.288    | Mihai Constantinescu                             | Fluturele Ce Faci Tu? Copilărie Teiul | Orchestra Electrecord dirijor Alexandru Imre                                                                                           | |
| EPC 10.289    | Margareta Pâslaru                                | Timpul Câte-n Lună, Câte-n Stele Soldățelul Dac-aș Spune „Da“ | | |
| EPC 10.290    | VARIOUS                                          | 1 Pe Strada Toamnei 2 Bun Venit, Dragoste 3 Dacă Inima Mea Ar Putea Să Vorbească 4 Unde Ești, Fericirea Mea ? | 1,4- Orchestra De Estradă A Radioteleviziunii dirijor Sile Dinicu 2,3- Orchestra Electrecord dirijor Alexandru Imre                    | 1- Anda Călugăreanu 2,3- Cornel Constantiniu 3- Marina Voica                                                                                          |
| EPC 10.291    | Dentes                                           | Iarna Pe Uliță Rapsodie De Toamnă Cântec De Leagăn Ce Te Legeni, Codrule? | | |
| EPC 10.292    | Rosu si Negru                                    | Leopardul Cântecul Pădurii Cadrane | | |
| EPC 10.293    | Thalia                                           | Kék Madár (Pasărea Albastră) Kővirágok (Flori De Piatră) Éjszaka Van... (E Noapte) Hej, Ha Madár Lennék (Pasăre De-aș Fi) | | |
| EPC 10.294    | Derek John Tilley                                | Yester-Me, Yester-You, Yesterday A Woman In Love Jezebel Goin' Out Of My Head | Orchestra Electrecord dirijor Alexandru Imre                                                                                           | |

## 1973
| Număr catalog | Interpret                                          | Piese | Acompaniament | Note |
| ------------- | -------------------------------------------------- | --- | --- | --- |
| EPC 10.295    |                                                    | | | |
| EPC 10.296    |                                                    | | | |
| EPC 10.297    |                                                    | | | |
| EPC 10.298    | Povești                                            | Die Schlüsselblume Vom Bäumlein, Das Andere Blätter Hat Gewollt Die Kleine Aster Vom Regentröpfchen, Das Eine Schneeflocke Werden Wollte | | |
| EPC 10.299    |                                                    | | | |
| EPC 10.300    | Corul de copii al Liceului de muzică din Cluj      | Vară, Vară, Primăvară Măi Lălău Și Bălălău Un-te Duci ? Ala Bala Portocala Toconelele Face Mama Teiței | | |
| EPC 10.301    | Ioana Cristea                                      | De La Drăgășani Încoace Drag Mi-e Dealul Ca Să-l Sui Arz-o Focul, Dragostea Ionel Din Calafat | Orchestra Gelu Barabancea | |
| EPC 10.302    | Vasile Pandelescu                                  | Cântec De Ascultare De La Pătroaia Horă De La Găiești Horă De La Petrești Sârbă De La Pătroaia | Orchestra Gheorghe Zamfir | |
| EPC 10.303    | Floarea Tănasescu                                  | Mult Îi Sânt Badelui Dragă Drag Îmi E Mie Să Joc Dunăre, Pe Apa Ta Bade, De Dor Mă Leagăn | Orchestra George Vancu | |
| EPC 10.304    | Vlad Dionisie                                      | Mândre-s Fetele Din Bradu Foaie Verde Toporaș Au Plecat Pe Plai La Vale Râureana | Orchestra Nelu Stan | |
| EPC 10.305    | Domnița Săbăduș-Pop                                | Niciodată N-aș Cânta Drag Mi-i Badea Vorbăreț Dorule, De N-ai Fi Tu Bade, Pasăre Străină Slobozi, Doamne, Glasul Meu Cine Ziua Mă Iubește | Orchestra populară „Meseșul” din Zalău Dirijor: George Mițin-Vărieșescu                                                                                         | |
| EPC 10.306    | Traian Hurgoi                                      | Drag Mi-i Jocul Bihorean Mamă, Eu Mă Duc Cătană Zi-i, Ceteră, De Jucat Zi-i Mai Bine Highighiș | Orchestra de muzică populară a ansamblului „Crișana” - Oradea                                                                                                   | |
| EPC 10.307    | Luca Novac                                         | Doină Din Almăj Joc „De Doi” Din Dalci Doină De Pe Valea Bistrei Ardeleana De La Maciova | Orchestra De Muzică Populară A Radioteleviziunii dirijor Victor Predescu                                                                                        | |
| EPC 10.308    | Tiberiu Ceia                                       | Pasărea Și Pitulicu Mândră-i Lumea Cu Feciori Tot Am Stat Și M-am Mirat La Gură De Ogășel | Orchestra George Vancu | |
| EPC 10.309    | Doina Badea                                        | Poate Odată Vom Trăi Din Amintiri Nebun Mi-e Sufletul, Nebun... Pentru Orice Băiat Cine-i Femeia ? | Orchestra Electrecord dirijor Alexandru Imre | |
| EDC 10.310    | Lucky Marinescu                                    | De Când Te Iubesc Te Mai Aștept Până Una Alta Mi-e Teama Că Iubesc Cu-adevărat | | |
| EDC 10.311    | Stela Enache                                       | 1 Apari Iubire 2 O Floare Albă 3 Ceas De Taină 4 Cândva, O Luntre Albă... | (1,3) Orchestra Iosif Hastreiter (2,4) Estrada Radioteleviziunii dirijor Sile Dinicu                                                                            | |
| EDC 10.312    | Doina Moroșanu (A) Olimpia Panciu (B)              | A1 Tu M-ai Fermecat B2 Iubire B3 Luna A4 Niciodată Nu-i Prea Târziu... | (1,4) Estrada Radioteleviziunii dirijor Sile Dinicu (2,3) Orchestra Alexandru Avramovici                                                                        | |
| EDC 10.313    | Phoenix (formație)                                 | Mamă, Mamă Te Întreb Pe Tine, Soare ... Meșterul Manole, Uvertură | | |
| EDC 10.314    | Romanticii (formație)                              | Rondelul Cupei De Murano O, Rămâi... Crăiasa Din Povești | | |
| EDC 10.315    | Anca Agemolu                                       | 1 Inima (Corsica) 2 Cînd Sînt Cu Tine (I Found My Freedom) 3 Ce Minunat Mă Simt, De-ai Ști... (Merci, Chéri) 4 Unde Te-ai Ascuns ? (Co-co) | (1,2,3) Orchestra Electrecord dirijor Alexandru Imre (4) Orchestra Cornel Popescu                                                                               | A2 misprint - din repertoriul formației „Mouth And Neil” |
| EDC 10.316    | Aura Urziceanu                                     | Take Five Take The „A” Train Alfie | Cvintetul Bucuresti | |
| EDC 10.317    | VARIOUS                                            | Who Do You Love (Pe Cine Iubești) Badge (Simbol) Sympathy (Simpatie) Let's Work Together (Să Lucrăm Împreună) | | Artistul nu este listat pe această înregistrare, precum și pe versiunea originală. Toate melodiile preluate de pe acest album: Kid Jensen Introduces Sounds Progressive. |
| EPC 10.318    | Polina Manoilă                                     | Gorjule, Gradina Ta Eu Oltean Oi Lua Și Pace Neicuță Din Cătanie Păsărică Din Ogor Mai Ai, Mamă, Două Fete | Orchestra Marin Cioacă | |
| EPC 10.319    | Ștefania Stere                                     | Cuculeț Cu Pene Moi Pescăruș, Pană-Argintie Pe Sub Umbra Salciei Măi, Ionele, Flăcăiaș | Orchestra Constantin Mirea | |
| EPC 10.320    | Viorel Costin                                      | Miresucă, După Tine Mărg Pă Drum, Drumu Nu-i Drept Horile Pă Astă Lume Arcule, Nu Ești Curat Mândru-i Jocu Pă La Noi | Orchestra George Vancu | |
| EPC 10.321    | Ana Sîntejudean                                    | De-aș Ști Cânta Ca Și Cucu Tot Așa Zice Dorul Norocu-i O Floare Rară Dragu-mi-i Carul Cu Fân | Orchestra Ghiță Mureșan | |
| EPC 10.322    | Nicolae Nemeș Munteanu și Cimpoierii din Cornereva | Cântecul Lui Baba Dochia (Ciobanul Când Și-a Pierdut Oile) Țandăra Sârba Lui Munteanu De La Cornereva Cântecul Miresei Brâul Bătrân Ardeleana Și „De Doi”                                                                                      | | |
| EPC 10.323    | Laza Knejevič                                      | Lepa Vlajna (Frumoasa Valahă) Oj, Jelo, Jeleno (Măi, Ileană, Ileană) Fato Mori (Fată, Măi) Gajevi Su Pokriveni Snegom (Pe Alocuri A Nins) | Orchestra Populară Sîrbească Din Timișoara dirijor Laza Knejevič                                                                                                | |
| EPC 10.324    | VARIOUS                                            | 1 Cincinalul În Patru Ani Și Jumătate 2 Țara Mea Cu Ochi Frumoși 3 Cine-i Fata ? 4 Iubirea Mea, Pământul Strămoșesc | (1,3) Estrada Radioteleviziunii dirijor Sile Dinicu (2) Orchestra Electrecord dirijor Alexandru Imre (4) Orchestra Alexandru Avramovici                         | 1- Ion Bogza 2- Corina Chiriac 3- George Enache 4- Florin Bogardo |
| EDC 10.325    | Mihaela Mihai                                      | Primăvară, Primăvară ! Inimă De Artist Parfumul Străzilor Secretul Mărilor | Orchestra de estradă a Radioteleviziunii | |
| EDC 10.326    | VARIOUS                                            | 1 Love 2 Bunbury 3 Gentleman 4 Parisul | Orchestra Electrecord dirijor Alexandru Imre | 1- Corina Chiriac 2- George Enache 3- Aurelian Andreescu 4- Dorin Anastasiu                                                                                              |
| EDC 10.327    | Mircea Florian (A) Marcela Saftiuc (B)             | A1 Podul De Piatră A2 Împreună B1 Zorior De Ziuă B2 Baladă | | |
| EDC 10.328    | Corina Chiriac                                     | Sîmbătă Seara (Beautiful Sunday) Te Rog Să Te Întorci (Viens Á La Maison) Mă Cert Cu Inima (Le Mari De Maman) Te Rog Să Te Grăbești (Soleil Au Coeur)                                                                                          | Orchestra Electrecord dirijor Alexandru Imre | |
| EDC 10.329    | Jean Păunescu                                      | Torero (Eviva Espana) Numai Noi (Make Me An Island) Iubirea Noastră (L'amore È Un'aquilone) Rămîi (Hellas, Adieu) | | |
| EPC 10.330    | Justina Băluțeanu                                  | 1. Ieșii aseară pe lună 2. Cine a-nceput dragostea 3. Voinic călător 4. Cine trece pe uliță | Orchestra Paraschiv Oprea | |
| EPC 10.331    | Aurelian Bănica                                    | 1 Nu Fi Mândro Supărată 2 Murgu-aleargă Pe Cărare 3 Pe Sub Deal, Pe Sub Pădure 4 La Poteca Din Vâlcea | (1,2,4) Orchestra De Muzică Populară A Radioteleviziunii dirijor Radu Voinescu (dirijor) (3) Orchestra ansamblului folcloric „Prahova“ dirijor Leonida Brezeanu | |
| EPC 10.332    | Maria Văduva                                       | Adormi În Poieniță Pe O Culme La Fântână Curge Prahova La Vale Măgheran De Pe Cetate | Orchestra Paraschiv Oprea | |
| EPC 10.333    | Romica Puceanu                                     | Ne-am Despărțit Erai Fată Mândră-n Sat Umblai Țara-n Lung Și-n Lat Ileană, Ileană | Orchestra Florea Cioacă | |
| EPC 10.334    | Anton Achiței                                      | Decât Cu Dorul Pe Lume Mândră, Când Îi Fi Mireasă Ghiță, Măi Gheorghiță Mamă, Eu Mă Duc De-acasă | Orchestra Ciprian Porumbescu dirijor George Sîrbu | |
| EPC 10.335    | Maria Tudor                                        | Totdeauna Mi-o Fost Drag Când Vii Bade De La Deva Eu La Munte-am Fost Crescută Eu Sânt Fată De La Moți | Orchestra De Muzică Populară A Radioteleviziunii dirijor George Vancu                                                                                           | |
| EPC 10.336    | Ghiță Mureșan                                      | Românescul Din Sânnicoară Învârtită De Pe Mureș Joc Din Bonțida De-a Lungul Din Feleac Joc Din Boju | Orchestra populară Ghiță Mureșan | |
| EPC 10.337    | Mariana Drăghicescu                                | Mamă, Cu Inimă Bună Frunzuliță Din Cărare Câtă Boală Îi Sub Soare Bădița Cu Buze Moi | Orchestra „Doina Banatului” din Caransebeș dirijor Nicolae Perescu                                                                                              | |
| EPC 10.337    | Iosif Cocoș                                        | Pasărea Și Pitulicu Brâu Doină De Pe Almăj Brâu | Orchestra „Doina Banatului” din Caransebeș dirijor Nicolae Perescu                                                                                              | |
| EPC 10.338    | Barabás Kásler Magda                               | A Mennyasszony Szép Virág (Mireasa-i Floare Frumoasă) Elvesztettem Sárga Lóvat Patkóját (Mi-am Pierdut Potcoava Calului Galben) Ne Sírasd Gyöngy Koszorúdat (Nu Plînge Pentru O Coroană De Perle) Öröm Anya Jöjjön Ki (Maica Domnului A Ieșit) | | |
| EPC 10.339    | Ștefan Lăzărescu                                   | În Pragul Porții Tale De Ce Din Ochii Tăi Frumoși Se Scuturau Toți Trandafirii Când Luna Mai Ne Surâdea Prin Geamuri | Orchestra Ionel Budișteanu | |
| EPC 10.340    | VARIOUS                                            | 1 Să-mi Spui De Ce 2 E Atât De Frumos 3 Dansu-i Mai Vesel 4 Ieri Și Azi | (1,2,3) Formația Cornel Popescu (4) Formația Alexandru Avramovici                                                                                               | 1- Corina Chiriac 2- Marina Voica 3- Anda Călugăreanu 4- Cornel Constantiniu                                                                                             |
| EPC 10.341    | VARIOUS                                            | 1 O Portocală 2 Frumoasele Duminici 3 Din Focul Primului Sărut | (2) Orchestra Electrecord dirijor Alexandru Imre (1,3) Estrada Radioteleviziunii Române dirijor Sile Dinicu                                                     | 1- Anda Călugăreanu 2- Marius Țeicu, Olimpia Panciu 3- Aurelian Andreescu                                                                                                |
| EPC 10.342    |                                                    | | | |
| EPC 10.343    | Romanticii (formație)                              | Clipele (Proud Mary) Dacă Pleci Acum (Where We'll Go Again) Nu Te Mint (All Right Now) Întrebare (Sunday) | | |
| EPC 10.344    | Ionel Miron                                        | Frumoasa Lună Mai (Schöne Maid) Mihaela La Revedere Maria (Arividerci Maria) Duminică Împreună (Domenica Al Mare) | Orchestra Electrecord dirijor Alexandru Imre | |
| EPC 10.345    | Tamás Gábor                                        | Ki Tudja, Merre Van Amarillo (This Is The Way To Amarillo) Jo Reggelt Ejfel (Good Morning Starshine) Ha Hivnal (Ti Voglio) Meg Most Is Visszavarom (I Don't Know How To Love Him)                                                              | | |
| EPC 10.346    | Ricky Dandel                                       | Dein Bild Im Sand (Chipul Tău Pe Nisip) Du Und Ich (Tu Și Eu) Ich Suche Dich (Te Caut) Sag Nicht Du Bist Zu Jung (Să Nu Spui Că Ești Prea Tânăr)                                                                                               | Orchestra Valențiu Grigorescu | |
| EPC 10.347    | Mărin Cornea                                       | Pe Deal Pe La Teleorman Șapte Săptămâni Din Post Astă Vară Într-o Vară Ce Stai Cucule Mirat? | Orchestra Florea Cioacă | |
| EPC 10.348    | Victor Gore                                        | Cântec Lăutăresc De Ascultat Hora De La Ciolpani Eu Mă Uit În Sat Cu Dor Maneaua | Formația Victor Gore | |
| EPC 10.349    | Vasile Bucur                                       | M-a Ajuns Dorul De Casă Geaba Beau, Geaba Mănânc Rămâi Măicuță Cu Bine Bate Vântul, Bate Vântull | Orchestra de muzică populară a Radioteleviziunii dirijor Radu Voinescu (dirijor)                                                                                | |
| EPC 10.350    | Constantin Sofian                                  | Roata De La Gura Solcii Bătrânească Din Frătăuți Tropăita Huțulca De La Ulma Doină De La Bilca Lăbușul | Orchestra de muzică populară a ansamblului „Ciprian Porumbescu” din Suceava.                                                                                    | |
| EPC 10.351    | Maria Badiu                                        | De Cine Mi-e Dor Și Drag Cântecul Băciței Bădișorul Meu Din Sat | Orchestra de muzica populară a Radioteleviziunii dirijor George Vancu                                                                                           | |
| EPC 10.352    | Ion Blăjan                                         | Pas, Pas, Pas, Murgule, Pas Auzit-am Din Bătrâni Toată Lumea Ști Cânta Dragu Mi-i Mândro De Tine | Orchestra de muzica populară a Radioteleviziunii dirijor George Vancu                                                                                           | |
| EPC 10.353    | Frații Filip                                       | Țucu-ți Ochii Someșană Noi Mergem După Mireasă Cine Mână Boii Bine Dragă Mi-i Cărarea-ncoace | Orchestra Ghiță Mureșan | |
| EPC 10.354    | Saveta Bogdan-Ene                                  | Când Eram La Mama Mea Măi Bădiță Ardelean Cărărușe De Pe Deal Măi Bădiță Bădișor | Orchestra George Vancu | |
| EPC 10.355    | Achim Nica                                         | Colo-n Vale-ntre Livezi Sara Când Răsare Luna Pe Ulița Cea De Sus De La Mine A Treia Casa | Orchestra „Doina Banatului” din Caransebeș dirijor Nicolae Perescu                                                                                              | |
| EPC 10.356    | Valeria Colojoară                                  | Măi Bădiță Floare Dulce Mult Mă-ntreabă Vântul Vara Săracă Inima Mea Bade, Scrisorile Mele | Orchestra „Doina Banatului” din Caransebeș dirijor Nicolae Perescu                                                                                              | |
| EPC 10.357    | Veress Zoltán                                      | Valamikor Feher Rozsa Volt Az En Viragom (Cîndva Floarea Mea Preferată A Fost Trandafirul Alb) Halkan, Pengesd (Cânta Încet) Ugy Nezek Rad (Mă uit la tine) Kint A Faluvegen (La Marginea Satului)                                             | Orchestra Varga Zoltán din Cluj | |

## 1974
| Număr catalog | Interpret                                                  | Piese | Acompaniament                                                                                            | Note |
| ------------- | ---------------------------------------------------------- | --- | --- | ---- |
| EPC 10.358    |                                                            | | |      |
| EPC 10.359    | Vlada Radulov și Milan Pașuiski                            | Moj Jarane (Copilul Meu) Ne Nadjoh Te Kao Nekad (Nu Te Găsesc Așa Cum Mă Obișnuisem) Jas Am Momce Sa Sela (Eu Sânt Băiat De Sat) Rojdendanska Pesma (Cântec De Naștere) | Orchestra populară sârbească din Timișoara                                                               |      |
| EDC 10.360    | Margareta Pâslaru                                          | Dacă Ai Ghici Cu El Seara Nu Te Vreau | Orchestra Electrecord dirijor Alexandru Imre                                                             |      |
| EDC 10.361    | Adrian Romcescu                                            | Vino Cu Mine (Keep On Running) La Mulți Ani (I Believe) Dă-mi Inima Ta (Don't Give It Away) Solitarul (One Day Soon)                                                    | Orchestra De Estradă A Radioteleviziunii dirijor Sile Dinicu                                             |      |
| EDC 10.362    | Sfinx (formație)                                           | Coborâse Primăvara Ziua Ta Fiii Soarelui Peste Vârfuri | |      |
| EDC 10.363    | Flacăra Folk '73                                           | Ieri Și Azi Visarea De-a Icar Adolescență | |      |
| EDC 10.364    | Concorde                                                   | Szól A Kakas Már (Cîntă Cocoșul) Hütlen Dal (Cîntecul Nestatorniciei) Virágom, Virágom (Floare, Floare) A Vándor (Călătorul)                                            | |      |
| EDC 10.365    | Corul Ansamblului Artistic al Uniunii Tineretului Comunist | Te Cânt Partid Marșul Tinereții Tinerețe, Studențească Floare Imn Țării Mele Tinerețe Te Iubim, Tinerețe                                                                | |      |
| EPC 10.366    | Marinică Iordache                                          | Fă Doamne Un Drum Mai Lung Cuculeț Cu Pene Moi Haida, Haida Murguleț Eu De-acas' Când Am Plecat                                                                         | Orchestra Paraschiv Oprea                                                                                |      |
| EPC 10.367    | Elisabeta Ticuță                                           | Puiule Când Oi Pleca Făcui Casă Dorului A Plecat Neica De Luni Lângă Teiul Cel Uscat                                                                                    | Orchestra Paraschiv Oprea                                                                                |      |
| EPC 10.368    | Ion Onoriu                                                 | Hora De La Târgoviște Sârbă De La Craiova Cântec De Pahar Cântec Dinspre Ziuă Geampara Ca-n Dobrogea Horă „Ca La Fântânele”                                             | Orchestra Constantin Mirea                                                                               |      |
| EPC 10.369    | Angelica Stoican                                           | 1 Ciobănaș De La Miori 2 Suie Neicuță Dealul 3 Coborâi De Sus Din Munte 4 Drag Mi-e Să Sui Vara-n Munte                                                                 | (1,2,3) Orchestra „Danubius” din Drobeta-Turnu Severin dirijor Ilie Mărtuică (4) La cobză Marin Cotoanță |      |
| EPC 10.370    | Ion Bâlă                                                   | Vino Mândră La Portiță Fir-ai Să Fii, Măriucă Ce Frumoasă-i Țara Mea Măi Mândruță, Satu-i Plin                                                                          | Orchestra O.M.P.R. dirijor Radu Voinescu (dirijor)                                                       |      |
| EPC 10.371    | Maria Udrica                                               | 1 Mă Gândesc Ionel La Tine 2 Măicuță, De-ai Fi Știut 3 Maria-i Nume De Dor 4 De Te Duci Neică Cu Bine                                                                   | O.M.P.R. dirijori: (1) Victor Predescu (2,4) Nelu Toma (3) Radu Voinescu (dirijor)                       |      |
| EPC 10.372    | Frații Leordean                                            | Măghiran De Pe Poiană De Strigat De Joc Bătrânesc Joc De Învârtit Duce-m-aș Și N-oi Veni De strigat                                                                     | Formație populară din Leordina                                                                           |      |
| EPC 10.373    | Liviu Becichi                                              | Mult Mă Mir De Cel Ce Tace Am O Mândră, N-am O Sută Mândră-n Sprâncenele Tale Auzit-am, Auzit                                                                           | Orchestra Ghiță Mureșan                                                                                  |      |
| EPC 10.374    | Valeria Peter Predescu                                     | Mult Mă-ntreabă Cucuțu Bade, Dorul Dumitale La Mireasă Însoară-te Bade-al Meu Am Drăguț Năsăudean                                                                       | Orchestra George Vancu                                                                                   |      |
| EPC 10.375    | Constantin Ionașcu                                         | Teiule, Bradule Sus În Vârful Muntelui Cine Mi-a Fost Pe Lume Drag Joc Din Mărginime                                                                                    | O.M.P.R. dirijor George Vancu                                                                            |      |
| EPC 10.376    | Lucia Constantin                                           | Frunză Verde Rug De Mură Măi Bădiță Buze Moi Spune Maică Cui Mă Dai Măi Bădiță, Pentru Tine                                                                             | O.M.P.R. dirijor George Vancu                                                                            |      |